# Domínio do Paquistão
O Domínio do Paquistão foi uma entidade federal que foi criada em 1947 como resultado da divisão da Índia britânica em dois domínios soberanos: a União da Índia e do Domínio do Paquistão. O Domínio do Paquistão, que incluiu moderno Paquistão e Bangladesh, era para ser uma pátria para os muçulmanos do sub-continente indiano. O Domínio do Paquistão tornou-se a República Islâmica do Paquistão em 1956, e a República Popular do Bangladesh tornou-se um estado independente em 1971.

## Formação
O Domínio do Paquistão foi formado em 14 de agosto de 1947 nos termos da Lei de Independência Indiana de 1947, que criou os domínios independente do Paquistão e da União da Índia e recebeu a aprovação real em 18 de Julho de 1947.
O monarca do Paquistão, foi representado pelo governador-geral. O primeiro governador-geral do Paquistão, foi Muhammad Ali Jinnah, o presidente da Liga Muçulmana. Após a independência britânica concedida ao domínios na Índia em meados de agosto de 1947, os dois países aderiram à Comunidade Britânica.

## Território
O Domínio do Paquistão era dividido em cinco regiões: Bengala Oriental (mais tarde se tornou Bangladesh), Rio de Punjab, Baluchistão, Sindh, os Estados do Noroeste (NWFP). Todas as províncias tinha seu próprio governador, que foi nomeado pelo Governador-geral do Paquistão.

## Conflitos e disputas
Nos primeiros dias da independência, milhões de pessoas migraram em toda a nova fronteira e mais de cem mil morreram em uma onda de violência comunal."Em uma área com cerca de 200 milhas por 150 milhas (320 × 240 km), aproximadamente o tamanho da Escócia, com cerca de 17 000 cidades e vilas, 5 milhões de muçulmanos migraram do leste ao oeste (Oriente Médio), e 5 milhões de hindus de oeste a leste (Índia). Muitos deles chegaram ao seu destino." Alguns morreram de fome ou de exaustão, enquanto outros com a cólera e todas as outras doenças que atingem os refugiados em todo lugar.
Disputas surgiram ao longo de vários estados principescos com uma maioria muçulmana, incluindo Jammu e Caxemira, cujo governante aderiu à Índia. O marajá de Caxemira, Hari Singh, quis fundar um principado independente e tentou evitar a adesão a um ou outro país. Quando as forças britânicas retiraram-se, o marajá de Caxemira decidiu que iria aderir à Índia, depois, enviou tropas indianas para o estado para defendê-lo contra as forças invasoras. Disputas e conflitos territoriais levaram à guerra indo-paquistanesa de 1947, que terminou com o Paquistão, ganhando o controle de cerca de dois quintos do antigo território do Paquistão. Esta parte do estado é chamado de Azad Kashmir (Caxemira independente).

## Reis do Paquistão
| Nome                                                   | Retrato | Nascimento                                                | Consorte                                                          | Morte                          |
| ------------------------------------------------------ | ------- | --------------------------------------------------------- | ----------------------------------------------------------------- | ------------------------------ |
| Jorge VI 15 de agosto de 1947 – 6 de fevereiro de 1952 |         | 14 de dezembro de 1895 filho de Jorge V e Maria de Teck   | Isabel Bowes-Lyon (c. 26 de abril de 1923) 2 filhas               | 6 de fevereiro de 1952 56 anos |
| Isabel II 6 de fevereiro de 1952 – 23 de Março de 1956 |         | 21 de abril de 1926 filha de Jorge VI e Isabel Bowes-Lyon | Filipe da Grécia e Dinamarca (c. 20 de novembro de 1947) 4 filhos |                                |

## Consortes reais do Paquistão
| Nome                                                                      | Retrato | Nascimento | Cônjuge                                        | Morte                        |
| ------------------------------------------------------------------------- | ------- | --- | ---------------------------------------------- | ---------------------------- |
| Isabel Bowes-Lyon 15 de agosto de 1947 – 6 de fevereiro de 1952           |         | 4 de agosto de 1900 filha de Claude Bowes-Lyon, 14.º Conde de Strathmore e Kinghorne e Cecília Cavendish-Bentinck | Jorge VI (c. 26 de abril de 1923) 2 filhas     | 30 de março de 2002 101 anos |
| Filipe da Grécia e Dinamarca 6 de fevereiro de 1952 – 23 de Março de 1956 |         | 10 de junho de 1921 filho de André da Grécia e Dinamarca e Alice de Battenberg                                    | Isabel II (c. 20 de novembro de 1947) 4 filhos |                              |